# Oacadi
Oacadi este al șaselea album al formației de muzică alternativă Cassa Loco.

## Melodii
- 1. Intro
- 2. Oacadi
- 3. Nu ești tu un pic cam prost?
- 4. Cine are noroc are
- 5. Viața e dură dar grea
- 6. Mtv Music Awards 2007
- 7. Psiho-Dj
- 8. Piesa ce nu deranjează
- 9. Noi nu dăm dume nashpa
- 10. Pepushe (feat. Andreea Bălan)
- 11. Nimich 4

### Melodii bonus
- 12. Nu ești tu un pic cam prost? (Mr Flavour Remix)
- 13. Oacadi (NHO Remix)